# Bundestagsgremien
Neben den Bundestagsausschüssen gibt es mehrere Gremien im Deutschen Bundestag. Sie erfüllen Kontroll-, Beratungs- und Verwaltungs- oder sonstige Funktionen, die ihnen per Gesetz oder Bundestagsbeschluss vorgegeben sind. In der 19. Legislaturperiode bestanden die im Folgenden aufgeführten Gremien.

## Enquete-Kommissionen
Zuletzt bestanden zwei Enquete-Kommissionen zur Künstlichen Intelligenz und zur Beruflichen Bildung sowie eine Enquete-Kommission zu Lehren aus Afghanistan. Eine Enquete-Kommission ist eine nicht auf Dauer eingerichtete Arbeitsgruppe, die langfristige Fragestellungen lösen soll, in denen unterschiedliche juristische, ökonomische, soziale oder ethische Aspekte abgewogen werden müssen. Die Einsetzung einer Enquete-Kommission ist in § 56 der Geschäftsordnung des Deutschen Bundestages (GO-BT) geregelt. Darin heißt es: 
§ 56 Abs. 3 GO-BT erlaubt es jeder Fraktion mindestens eines ihrer Mitglieder in die Kommission zu entsenden. Gemäß § 56 Abs. 4 GO-BT ist die Kommission verpflichtet bis zum Ende der Wahlperiode einen Abschlussbericht vorzulegen. Wenn das nicht möglich ist, soll ein Zwischenbericht vorgelegt werden.

## Parlamentarisches Kontrollgremium
Das Parlamentarische Kontrollgremium dient der Kontrolle der deutschen Nachrichtendiensten und bestellt die Mitglieder der G 10-Kommission. Rechtsgrundlage ist Art. 45d GG und das Gesetz über die parlamentarische Kontrolle nachrichtendienstlicher Tätigkeit des Bundes.

## G 10-Kommission
Nach Art. 10 GG Abs. 1 ist das Brief-, Post- und Fernmeldegeheimnis unverletzlich. Beschränkungen der Geheimnisse ist gemäß Absatz 2 nur durch ein Gesetz zulässig. Das Gesetz zur Beschränkung des Brief-, Post- und Fernmeldegeheimnisses (G 10) erfüllt diese Anforderung. Nach § 1 dieses Gesetzes obliegt die Kontrolle Beschränkungen dem Parlamentarischen Kontrollgremium und der sogenannten G 10-Kommission. Auch Beschwerden von Bürgern im Zusammenhang mit einer Beschränkung der Geheimnisse nimmt die G 10-Kommission entgegen und führt Kontrollbesuche bei den deutschen Nachrichtendiensten durch. Für die Mitgliedschaft in der G 10-Kommission ist es nicht erforderlich, Mitglied des Deutschen Bundestages zu sein. Mindestens drei Mitglieder und drei stellvertretende Mitglieder müssen die Befähigung zum Richteramt besitzen (s. § 5 DRiG).

## Gremium nach Artikel 13 Absatz 6 Grundgesetz
Die Wohnung ist unverletzlich gemäß Artikel 13 Absatz 1 Grundgesetz. Die akustische Überwachung der Wohnung (Großer Lauschangriff) ist nach Absatz 3 möglich. Nach Absatz 6 erstattet die Bundesregierung dem Bundestag jährlich darüber Bericht. Die Anforderungen an den Bericht sind in § 101b StPO geregelt. Ebenfalls nach Art. 13 Abs. 6 GG übt ein Gremium auf Basis dieses Berichts die parlamentarische Kontrolle aus.

## Deutsch-französische Arbeitsgruppe zum Élysée-Vertrag
Die Deutsch-Französische Arbeitsgruppe zum Élysée-Vertrag setzte sich aus 18 Mitgliedern zusammen, darunter neun Abgeordnete des Deutschen Bundestages und neun Abgeordnete der französischen Nationalversammlung. Die deutschen Mitglieder haben sich am 1. März 2018 unter Vorsitz von Bundestagspräsident Wolfgang Schäuble konstituiert. Vorsitzender war Andreas Jung (CDU/CSU). Die Einsetzung der Arbeitsgruppe war am 22. Januar 2018 anlässlich des 55. Jahrestages der Unterzeichnung des Vertrages über die deutsch-französische Zusammenarbeit (Élysée-Vertrag) von beiden Parlamenten beschlossen worden. Die Arbeitsgruppe sollte einen Vorschlag für ein „Deutsch-Französisches Parlamentsabkommen“ erarbeiten.

## Parlamentarischer Beirat für nachhaltige Entwicklung
In der 12. Sitzung des 17. Deutschen Bundestages am 17. Dezember 2009 wurde der Antrag Einrichtung eines Parlamentarischen Beirats für nachhaltige Entwicklung der Fraktionen CDU/CSU, SPD, FDP und BÜNDNIS 90/DIE GRÜNEN (Drucksache 17/245) angenommen und somit die Einrichtung des aktuellen Beirats beschlossen.
Der Beirat umfasste 22 Mitglieder des Bundestages. Seine Aufgaben waren die Begleitung der nationalen und europäischen Nachhaltigkeitsstrategien. Dabei konnte er zu Gesetzentwürfen Stellung nehmen, beratend tätig werden und Bewertungen abgeben.

## Bundesfinanzierungsgremium
Der Bundestag wählt dreizehn Mitglieder in das Bundesfinanzierungsgremium. Es hat zum 1. Januar 2018 die Aufgaben des bisherigen Finanzmarktgremiums übernommen. Die Einrichtung des Bundesfinanzierungsgremiums folgt aus § 3 des Bundesschuldenwesengesetzes (BSchWG) und hat drei Aufgabenbereiche. Es übt zum einen die parlamentarische Kontrolle über die Art und Weise der Verschuldung des Bundes aus. Dabei wird es vom Bundesministerium der Finanzen bezüglich aller Fragen des Schuldenwesens des Bundes informiert. Zum anderen unterrichtet die Bundesregierung das Gremium nach § 69a der Bundeshaushaltsordnung über alle Fragen der Beteiligungen des Bundes an privatrechtlichen Unternehmen sowie der Beteiligungsverwaltung durch die Bundesregierung. Drittens wird Bundesfinanzierungsgremium im Rahmen der parlamentarischen Kontrollaufgabe gemäß § 10a des Finanzmarktstabilisierungsfondsgesetzes und § 16 des Restrukturierungsfondsgesetzes vom Bundesministerium der Finanzen in geheimen Sitzungen zu allen Fragen, die den Finanzmarktstabilisierungsfonds und den Restrukturierungsfonds betreffen, unterrichtet. Die Mitglieder des Bundesfinanzierungsgremiums sind zur Geheimhaltung aller Angelegenheiten verpflichtet, die ihnen bei ihrer Tätigkeit bekannt geworden sind.

### Geschichte
Im Rahmen der Finanzkrise 2007/2008 und der Krise um die Hypo Real Estate Ende September 2008 hat die Bundesregierung im Oktober 2008 ein Rettungspaket für die deutschen Banken im Volumen von maximal 480 Milliarden Euro beschlossen. Das Finanzmarktstabilisierungsgesetz wurde am 17. Oktober 2008 beschlossen. Nach einem Antrag der Fraktionen CDU/CSU, SPD, FDP, Die Linke, Bündnis 90/Die Grünen vom 11. November 2008 zur Einsetzung des neunköpfigen Finanzmarktgremiums gemäß § 10a Abs. 3 FMStFG wurden die Mitglieder am 12. November 2008 vom Deutschen Bundestag gewählt. Die Konstituierende Sitzung fand am 28. November 2008 statt.

## Vertrauensgremium
Das Vertrauensgremium (auch: Gremium nach § 10a Absatz 2 BHO) des Deutschen Bundestages bewilligt Ausgaben der Nachrichtendienste des Bundes.

## Wahlausschuss
Der Bundestag bestimmt gemäß Art. 94 GG die Hälfte der Richter des Bundesverfassungsgerichts. Nach § 6 BVerfGG wird zur Vorbereitung der Wahl im Plenum ein zwölfköpfiger Ausschuss eingesetzt, dessen Mitglieder nach dem Höchstzahlverfahren nach D’Hondt bestimmt werden. Um dem Plenum als Wahlvorschlag vorgelegt zu werden, bedarf ein Kandidat der Stimmen von acht Ausschuss-Mitgliedern § 6 Abs. 5 BVerfGG. Damit soll gesichert werden, dass Verfassungsrichter nicht politisch einseitig gewählt werden. In der Regel einigen sich die zwei großen Fraktionen auf ein „Paket“, mit dem jeweils eine gleiche Zahl von Unions- und SPD-nahen Kandidaten gewählt wird. Gelegentlich wird auch je ein Kandidat von den Grünen und der FDP nominiert und gewählt. In ihrer Rechtsprechung haben die Verfassungsrichter jedoch selten entlang der politischen Linie der Parteien entschieden, die sie nominierten. Die andere Hälfte der Verfassungsrichter wird vom Bundesrat mit Zweidrittelmehrheit gewählt.

### Diskussion um den Wahlausschuss
Bis zu einer Änderung des Wahlverfahrens durch Gesetzesbeschluss 2016 erfolgte die Wahl der Bundesverfassungsrichter direkt durch den Wahlausschuss. Dieses Vorgehen war nicht unumstritten. Die Richter selbst erklärten sie am 18. Juni 2012 für verfassungsgemäß. Der Präsident des Bundestages Norbert Lammert schrieb am 17. Oktober 2012 in einem Artikel der FAZ dazu: „[…] [I]m Vergleich zu den Ansprüchen des Bundesverfassungsgerichts zur unaufgebbaren parlamentarischen Gesamtverantwortung in anderen Angelegenheiten enttäuscht die Entscheidung.“
Anlässlich der Feierstunde 65 Jahre Grundgesetz am 23. Mai 2014 im Deutschen Bundestag bezeichnete Lammert die Wahl der Bundesverfassungsrichter durch das geheim tagende Gremium als „[…] beider Verfassungsorgane unwürdig“.
Im NPD-Verbotsverfahren von 2013–2017 stellte der Anwalt der NPD einen Befangenheitsantrag gegen die Richter des Bundesverfassungsgerichts, weil sie nach der alten Gesetzeslage nicht vom Plenum des Bundestages, sondern durch den Wahlausschuss gewählt worden waren.

## Gremium nach § 23c Absatz 8 des Zollfahndungsdienstgesetzes
Ein Gremium nach § 23c Absatz 8 des Zollfahndungsdienstgesetzes besteht aktuell nicht. In der vorherigen Legislaturperiode hatte der Bundestag das Gremium am 30. Januar 2014 eingesetzt. Es bestand aus neun Abgeordneten und ging aus dem Gremium nach § 41 Absatz 5 des Außenwirtschaftsgesetzes (AWG) hervor. Das Bundesfinanzministerium unterrichtete das Gremium regelmäßig über Beschränkungen des Brief-, Post- und Fernmeldegeheimnisses (Art. 10 des Grundgesetzes) durch das Zollkriminalamt. Letzteres kann die Grundrechte nach Artikel 10 Grundgesetz in Einzelfällen – nach gerichtlicher Anordnung – beschränken, um Straftaten nach dem AWG und dem Kriegswaffenkontrollgesetz zu verhüten.